# ناپدری
ناپدری یک پدر غیر زیست‌شناختی است که با مادر زیست‌شناختی و واقعی کسی ازدواج کرده است.

## فرهنگ
اگرچه ناپدری‌های شریر کمتر از نامادری‌های شریر در ادبیات رواج دارد، اما مواردی از ناپدری‌های بدجنس نیز وجود دارد، مانند داستان‌های پریان «مردی با ریش طلایی» (در داستانی که معمولاً یک پدر بی‌رحم را به تصویر می‌کشد) و نیز در گوسالهٔ نر کوچک. یک گونه از چنین داستان‌هایی، یک تبهکار شکست‌خورده را که اصرار دارد با مادر قهرمان ازدواج کند و از او کمک می‌گیرد تا قهرمان داستان را فریب دهد و او را شکست دهد، به تصویر می‌کشد. چنین داستان‌هایی شامل شاهزاده در جنگل و کمربند آبی می‌باشد، گرچه داستان‌های این چنین نیز می‌تواند منتسب مؤنث دیگری مثل ناخواهری را نیز به نمایش بگذارد، مانند ناخواهری در سه‌شاهزادگان و دیوهایشان.
در افسانه‌ها، ناپدری‌های اهریمنی شامل کلودیوس در هملت (اگر چه نقش او به عنوان عمو بیشتر از ناپدری برجسته شده است)، والتر پارکس تاچر در همشهری کین (هر چند مناقشه‌آمیز است)، موردستون در دیوید کاپرفیلد اثر چارلز دیکنز، پادشاه فیلم رادیو فلایر، و گوزابورو کایبا (که ستو و موکوبا کایبا را به فرزندی پذیرفت) در یو-گی-او، و همچنین فیلم‌های ناپدری. فیلم مشت ناگهانی یک ناپدری که اهل سوء استفاده جنسی است به نمایش می‌گذارد.
جواکینو روسینی در اپرای خود - سیندرلا - داستان سیندرلا را به‌گونه‌ای تغییر داده است که دختر، تحت فشارهای ناپدری‌اش قرار داد. انگیزهٔ او صریحاً بیان شده است، آنجا که جهیزیهای را که می‌بایست برای سیندرلا فراهم شود به دختران خود تخصیص می‌دهد. یک شخصیت مردانه مشابه نیز ممکن است به عنوان یک عمو یا دایی شریر ظاهر شود؛ مانند یک نامادری، برادر پدر یا مادر نیز، ممکن است ارثیهٔ فرزند را برای فرزندان خودش اختصاص دهد، و بدین صورت به برادرزادگان یا خواهرزادگان خود ستم کند. با این وجود، به نظر می‌رسد که فیلم‌های مدرن، ناپدری‌ها را نسبتاً مهربان‌تر به تصویر می‌کشند، با این اشارت که مردان محترمی که با زنان مطلقه یا مادران مجرد ازدواج می‌کنند، ناپدری‌های خوبی می‌شوند.